# Cercomacroides fuscicauda
El hormiguero ribereño (Cercomacroides fuscicauda), es una especie de ave paseriforme de la familia Thamnophilidae perteneciente al género Cercomacroides, hasta recientemente, en 2014, considerado subespecie de Cercomacroides nigrescens.  Es nativo de la Amazonia occidental en América del Sur. 

## Distribución y hábitat
Se distribuye por las tierras bajas del este de Ecuador, este de Perú, extremo sureste de Colombia (sur de Amazonas), suroeste de la Amazonia brasileña (suroeste de Amazonas, Acre) y noreste de Bolivia (Pando, La Paz, oeste de Beni, Cochabamba).
Habita en el sotobosque de bosques riparios.

## Sistemática

### Descripción original
La especie C. fuscicauda fue descrita por primera vez por el ornitólogo estadounidense John Todd Zimmer en 1931 bajo el nombre científico Cercomacra nigrescens fuscicauda, localidad tipo «Lagarto, alto Río Ucayali, Perú».

### Etimología
El nombre genérico femenino «Cercomacroides» deriva del género Cercomacra y del griego «oidēs»: que recuerda, significando «que recuerda a un Cercomacra»; y el nombre de la especie «fuscicauda», proviene del latín «fuscus»: oscuro y «cauda»»: cola, significando «de cola oscura».

### Taxonomía
La presente especie, que era tratada como subespecie, fue recientemente separada de Cercomacroides nigrescens con base en las diferencias de vocalización del macho y de plumaje de la hembra, evidenciadas por Mayer et al. (2014), lo que fue aprobado en la Propuesta N° 636 al Comité de Clasificación de Sudamérica (SACC).